# 金田正房
金田 正房（かねだ まさふさ）は、戦国時代の武士。松平広忠の家臣。

## 生涯
金田氏は祖父の代まで上総国の大名千葉氏に属していたが、祖父・正興の代に三河国に移って松平氏に仕えた。
三河岡崎城主・松平広忠に仕え、その嫡子であった竹千代（徳川家康）の側近に附属させられた。天文16年（1547年）松平氏が今川義元に属するに際して竹千代を駿府へ人質に送る事になった際、これに従う。しかし竹千代は戸田康光の裏切りにより、竹千代の身柄は敵対する尾張国の織田信秀の許へと渡ってしまった。正房は竹千代を奪還しようとするものの、織田方に露見したために殺害された。
死去当時、既に家督は三男・祐勝に移っていた。正房の死は忠死として扱われ、後に長男・宗房がこの事を於大の方に気に入られて、その子である松平康元の家老に抜擢されている。

## 登場作品
- 『徳川家康』 （NHK大河ドラマ 1983年)、演：山本紀彦